# Christian Villeneuve
 (mai 2012).
Si vous disposez d'ouvrages ou d'articles de référence ou si vous connaissez des sites web de qualité traitant du thème abordé ici, merci de compléter l'article en donnant les références utiles à sa vérifiabilité et en les liant à la section « Notes et références ».
Pour les articles homonymes, voir Villeneuve.
Christian Villeneuve est un compositeur, pédagogue et organiste français né à la Roche sur Yon en Vendée le 6 juin 1948 et mort à Nantes le 26 juin 2001.

## Biographie
Christian Villeneuve commence ses études musicales au conservatoire d'Angers dans la classe d'orgue d'André Isoir, puis il est reçu au Conservatoire national supérieur de musique et de danse de Paris pour y étudier l'analyse, l'harmonie, le contrepoint, la fugue, l'esthétique, l'histoire de la musique, la musique électro-acoustique, dans les classes de Claude Ballif, Guy Reibel, Jean Claude Henry, Marcel Bitsch, Pierre Lantier, R. Dtriker, Norbert Dufourcq. Au sein d'un cursus de formation pédagogique auprès d'Henri Bert et de Bertrand Ott, il prépare le certificat d'aptitude à l'enseignement musical. Il participe au groupe de recherches musicales. Il obtient le certificat d'aptitude à l'enseignement musical (titulaire du C.A. d'écriture) qu'il valide en enseignant au conservatoire de Nantes à partir de 1976 jusqu'à sa mort précoce en 2001.

## Œuvres
Christian Villeneuve a laissé une œuvre variée autant instrumentale que vocale ou chorale :
- Le Buisson ardent...
- Le livre de Joël.
- Musique de scène : pour Roméo et Juliette et le Saperleau (texte Gildas Bourdet).
- Études Imajoël ; Folklore imaginé : musique électro-acoustique.
- Omégames : suite pour deux pianos.
- Les Récits, pour orchestre de chambre, cuivres, percussions, récitants et choeur.
- Sous l'Ombre de l'Olivier : pour six voix d'hommes a capella (création pour l'ensemble A Sei Voci).
- Soludes, pour flûte et orgue.
- Enigmes, pour quatre clarinettes.
- Messe du Mans.
- Messe de Locarno (ou Messe de pentecôte), 1983.
- Murailles, pour orgue, cuivres et percussions.
- Messe du Christ-Roi, pour grand choeur, petit choeur, solistes, cuivres, contrebasse, orgue, piano et percussions (création à Besançon, 1989).

## Musique liturgique
- À Force de Colombe (SECLI EDIT 524), éditions Sutdio SM.
- À l'Enseigne de Pâques (SECLI IP 27-32-4), éditions Kinnor.
- Afin que l'Homme naisse (SECLI P 20-33-2), éditions Sodec.
- Amour qui nous attends (SECLI MX 43-84-4), éditions Jubilus-Voix Nouvelles.
- Au plus fort de l'Épreuve (SECLI P 47-02-2), éditions Kinnor.
- Bénissons notre Dieu (SECLI YP 46-94-1), éditions Jubilus-Voix Nouvelles.
- Ce Jour de chaque Jour (SECLI P 40-40-1), éditions Kinnor.
- Celui qui veille (SECLI WP 46-82), éditions Kinnor.
- Chercheurs du Dieu vivant (SECLI W 31-92-2), éditions SODEC.
- Comme il fait nuit (Noël des pauvres Gens) (SECLI EDIT 153), éditions Jubilus-Voix Nouvelles.
- Dans ton Amour, ne m'oublie pas (Psaume 24) (SECLI ZL 24-18), éditions Jubilus-Voix Nouvelles.
- Dieu au-delà de tout Créé (SECLI HP 113-3), éditions Jubilus-Voix Nouvelles.
- Dieu s'élève au-dessus de tous (Psaume 46) (SECLI ZL 46-8), éditions Jubilus-Voix Nouvelles.
- Dieu vient te chercher (SECLI IP 10-47-1), éditions SODEC.
- En quel Pays de Solitude (SECLI GP 49-23-7), éditions Jubilus-Voix Nouvelles.
- En Toi, Seigneur, nos Vies reposent (SECLI P 42-80-11), éditions Kinnor.
- Es-Tu Celui qui doit venir ? (SECLI EP 47-41-8), éditions Jubilus-Voix Nouvelles.
- Esprit de Dieu pour notre Terre (SECLI K 99-3), éditions Fleurus.
- Et maintenant, ô notre Dieu (SECLI U 620), éditions Studio SM.
- Heureux ceux que Dieu a choisis (SECLI OP 23-3a), éditions Studio SM.
- Heureux ceux que Dieu a choisis (SECLI OP 23-3b), éditions Studio SM.
- Heureux ceux qui tressaillent (SECLI WP 10-45-1), éditions SODEC.
- Hymne au Christ (SECLI M 42-66-3), éditions Jubilus-Voix Nouvelles.
- Il vient pour juger la Terre (Psaume 95) (SECLI ZL 95-15), éditions Jubilus-Voix Nouvelles.
- Messe Upon La-Mi-Ré (Gloria SECLI AL 53-15 ; Sanctus SECLI AL 53-17 ; Doxologie SECLI AL 53-13 ; Agnus SECLI AL 35-46-21), éditions Jubilus-Voix Nouvellles.
- Peuple de Dieu, marche joyeux (SECLI K 180), éditions Fleurus.

## Livres et enregistrements
- Psaumes-Chorals, vol. 1, éditions Jubilus-Voix Nouvelles, 2005  (ISSN 1277-2895)
- Psaumes-Chorals, vol. 2, éditions Jubilus- Voix Nouvelles, 2005  (ISBN 2-2040-7813-1)
- Noëls populaires pour chœur, éditions Jubilus-Voix Nouvelles, 2005  (ISBN 2-204-08056-X)
- La bête et la tourterelle, Didier Rimaud, Chœur diocésain de Tours, CD 14 titres, éd. A.D.F musique 2003 (OCLC 431171309).

### Articles
- Stéphane Detournay : Christian Villeneuve : vers une réassomption de la musique liturgique ?, in : Le Courrier de Saint-Grégoire no 122, 2024/25/III[3].

### Encyclopédies, dictionnaires
- Gilles Cantagrel : Guide de la musique d'orgue (1064 pages), chapitre Christian Villeneuve par P; Rouet, Éditions Fayard, 14 novembre 2012  (ISBN 978-2213671390).
- Gilles Bienvenu : Nantes, encyclopédies régionales, p. 198, éd. C. Bonneton, 1990.
- Bibliographie nationale française : bibliographie établie par la Bibliothèque nationale à partir des documents déposés au titre du dépôt légal : Musique, p. 527, éd. La Bibliothèque, 1999

## Sources
1. ↑  « Bayard Musique - 1 album dans la discographie de « Christian Villeneuve » », sur www.bayardmusique.com (consulté le 29 mai 2024)
2. ↑  Olivier Geoffroy, « Christian Villeneuve et la musique liturgique. », octobre 2019 (consulté le 29 mai 2024)
3. ↑  https://www.seminaire-tournai.be/images/PDF/Academie_Saint-Gregoire/Courrier_de_Saint-Gregoire/Courrier-122.pdf